# Too Good at Goodbyes
Too Good at Goodbyes è un singolo del cantautore britannico Sam Smith, pubblicato l'8 settembre 2017 come primo estratto dal secondo album in studio The Thrill of It All.

## Descrizione
La canzone è stata scritta dallo stesso Smith, James Napier, Tor Hermansen e Mikkel Eriksen Stargate, gli ultimi hanno prodotto la canzone con Jimmy Napes e Steve Fitzmaurice. Smith ha raccontato il significato del brano, nato da una passata relazione con un ragazzo:

## Accoglienza
Jon Blistein di Rolling Stone ha definito la canzone «struggente» e ha scritto: «Il brano guidato dal pianoforte vede il cantante allontanarsi da una relazione instabile. Ma ogni volta che mi ferisci, più velocemente queste lacrime si asciugano», canta con l'anima. [...] il cantante è triste, ma è vero». Il ritornello è sostenuto da un coro che armonizza, in cui il cantante esprime il fatto che «è troppo bravo negli addii corali».
Chris Willman di Variety ha commentato il brano: ”Ancora una volta, Smith scandaglia le profondità della malinconia con un tenore impeccabile, senza sforzo e flessibile, che sembra prestato agli inferi da qualche parte nei cieli. Non c'è molto nel brano che lui, il collaboratore Jimmy Napes e il duo di autori-produttori Stargate abbiano inventato per sminuire questo strumento. Per il primo minuto del brano, alla voce di Smith si uniscono solo gli accordi di pianoforte più scarsi e basilari, oltre a qualche schiocco di dita. Alla fine entra in scena un ritmo leggero e poi un coro gospel, come se si volesse quasi prendere in giro il lamento romantico di Smith elevandolo al livello di una battaglia spirituale».
Marc Hogan di Pitchfork è stato più negativo e ha commentato: «Too Good at Goodbyes non riflette tanto una persona eccezionalmente abile nel porre fine alle relazioni, quanto piuttosto un'atmosfera in parti uguali calcolata e contorta».

## Video musicale
Gli Smith hanno caricato l'audio ufficiale sui loro account YouTube e Vevo l'8 settembre 2017. L'audio è stato poi rimosso quando hanno pubblicato il video musicale ufficiale della canzone il 18 settembre 2017, girato a Newcastle upon Tyne e diretto da Luke Monaghan.

## Tracce
Testi e musiche di James Napier, Tor Hermansen, Mikkel Eriksen e Samuel Smith.
1. Too Good at Goodbyes – 3:21

## Successo commerciale
Too Good at Goodbyes ha raggiunto la vetta della Official Singles Chart britannica il 15 settembre 2017, detronizzando Look What You Made Me Do di Taylor Swift dalla vetta e regalando a Smith il suo sesto singolo al numero uno della classifica. Il brano è rimasto in cima alla classifica del Regno Unito per tre settimane consecutive, dando a Smith la sua più lunga permanenza alla numero uno, nonché il suo terzo brano di maggior successo con oltre 1,9 milioni di copie vendute nel Paese al 2023.
Ha esordito alla numero uno anche in Australia e Nuova Zelanda, divenendo il primo singolo di Smith al numero uno in Australia.
Negli Stati Uniti, la canzone è entrata alla quinta posizione della Billboard Hot 100, raggiungendo la vetta della classifica Digital Songs e ricevendo un pubblico di 35 milioni di ascoltatori nell'airplay radiofonico. È anche il più alto debutto di Smith nel Paese e la sua seconda canzone a raggiungere la vetta della classifica Digital Songs dopo Stay with Me nel 2014. Too Good at Goodbyes è poi salita alla numero quattro, dopo l'uscita dell'album The Thrill of It All. Nel novembre 2017, la canzone è stata certificata disco di platino dalla RIAA per aver venduto oltre un milione di unità. Al 2020 la canzone ha vanduto più di 6 milioni di copie negli Stati Uniti.

## Classifiche

### Classifiche settimanali
| Classifica (2017) | Posizione massima |
| ----------------- | ----------------- |
| Australia         | 1                 |
| Austria           | 12                |
| Belgio (Fiandre)  | 2                 |
| Belgio (Vallonia) | 5                 |
| Canada            | 2                 |
| Filippine         | 3                 |
| Francia           | 6                 |
| Germania          | 18                |
| Italia            | 6                 |
| Lussemburgo       | 6                 |
| Nuova Zelanda     | 1                 |
| Paesi Bassi       | 3                 |
| Regno Unito       | 1                 |
| Spagna            | 18                |
| Stati Uniti       | 4                 |
| Svezia            | 2                 |
| Svizzera          | 5                 |

### Classifiche di fine anno
| Classifica (2018) | Posizione |
| ----------------- | --------- |
| Brasile           | 173       |